# Кольцово (Калининградская область)
Кольцово (до 1946 — Колау (нем. Kohlau)) — посёлок в Озёрском городском округе, до 2014 года входил в состав Гавриловского сельского поселения.

## История
Quallen (до  1590), Kolelischken (до 1785), Kohlelischken (после 1827), Kohlau (до 1945)
Это место было основано как Куаллен в 1590 году, позже его стали называть Колелишкен. Как часть поместья Фридрихсберг Колау с 1874 года входил в состав административного округа Вильгельмсберг в округе Даркемен Восточной Пруссии. В 1928 году имение Колау было включено в состав сельского поселения Раудонен.
После Второй мировой войны в ноябре 1947 года посёлок получил русское название Кольцово и одновременно был отнесен к Псковскому сельсовету Озерского района. В 1954 году Кольцово вошло в состав Гавриловского сельсовета.

## Население
| 1863 | 1907 | 2002 | 2010 |
| ---- | ---- | ---- | ---- |
| 56   | ↘55  | ↘22  | ↘14  |